# Sida yungasensis
Sida yungasensis är en malvaväxtart som beskrevs av Antonio Krapovickas. Sida yungasensis ingår i släktet sammetsmalvor, och familjen malvaväxter. Inga underarter finns listade i Catalogue of Life.